# Simmàquia
Simmàquia (grec antic: συμμαχία symmakhía 'comunitat de combat, aliança'; de σύμμαχος sýmmakhos [plural symmákhoi] 'combatents') és el terme referit a un tractat d'aliança a l'antiga Grècia.
Especialment els sistemes d'aliances més grans de l'antiguitat, com la Lliga del Peloponnès o la Lliga de Delos, són exemples ben coneguts de simetries en què les polis individuals havien conclòs un tractat bilateral amb la potència hegemònica de l'aliança (Esparta o Atenes). Per tant, els aliats de l'hegemó no solien aliar-se entre ells. En aquests sistemes d'aliances, però, els aliats també es comprometien a seguir l'exèrcit de la potència hegemònica, si aquesta ho desitjava, cosa que donava a l'aliança un caràcter ofensiu.
En general, les simmàquies eren aliances convencionals poc institucionalitzades, és a dir, no tenien càrrecs ni òrgans polítics propis, o en tenien en poca mesura: el comandament suprem militar, per exemple, requeia naturalment en l'hegemó d'una aliança, i només es conserva una assemblea federal consultiva convocada irregularment per a la Lliga del Peloponnès. La simmàquia atenesa disposava d'un tresor confederal majoritàriament ben proveït, a què els confederats, especialment els que no aportaven armes, havien de fer pagaments substitutius de la contribució militar que faltava. En els primers temps de l'aliança, es trobava a l'illa de Delos -cosa que indica una organització més aviat descentralitzada- i més tard se situà al Partenó, sobretot en el transcurs de la més forta centralització de la Lliga cap a Atenes.
En la Guerra del Peloponnès, va sorgir una forma de simmàquia anomenada epimàquia (epimakhia), que bàsicament era només l'antiga forma de simmàquia i tenia un caràcter estrictament defensiu. L'aliança només estava obligada a prestar ajuda en cas d'atac a un dels socis de l'aliança (compareu Tucídides, I, 44). Les tribus epirotes unides sota els reis dels molossos van formar originàriament només un koinon, que més tard s'expandí per incloure altres estats per tal de formar una simmàquia. Els hegemons de la Lliga eren els reis de la família dels Eàcides. En el període hel·lenístic, les simmàquies contractuals se substituïren per estructures federals molt més estables (la koina), que en la seva majoria ja no estaven orientades cap a un hegemon.
Les designacions de les aliances, com ara Lliga de Delos o Lliga del Peloponnès, són totes modernes. En les fonts contemporànies, per exemple, es troben les frases distintives "Els atenesos i els seus companys d'armes" (hoi Athenaíoi kai hoi sýmmachoi) o "Els lacedemonis i els seus companys d'armes" (hoi Lakedaimonioi kai hoi sýmmachoi).

## Simmàquies conegudes
- Lliga de Delos
- Segona lliga atenesa
- Lliga de Corint
- Lliga del Peloponnès

Vegeu també:
- Koinon
- Amfictionia

## Bibliografa
- (alemany) Ernst Baltrusch: Symmachie und Spondai. Untersuchungen zum griechischen Völkerrecht der archaischen und klassischen Zeit (8.–5. Jahrhundert v. Chr.) (= Untersuchungen zur antiken Literatur und Geschichte. 43). de Gruyter, Berlin et al., 1994, ISBN 3-11-013745-3 (també: Berlín, Universitat Tècnica, tesi postdoctoral, 1991).).
- (alemany) Peter J. Rhodes Durham: Symmachia. In: Der Neue Pauly. Volum 11: Sam – Tal. Metzler, Stuttgart et al.,. 2001, ISBN 3-476-01481-9, columna 1131.
- (alemany) Michael Steinbrecher: Der delisch-attische Seebund und die athenisch-spartanischen Beziehungen in der kimonischen Ära. (ca. 478/7 – 462/1) (= Palingenesia. 21). Steiner-Verlag-Wiesbaden, Stuttgart 1985, ISBN 3-515-04116-8.
- (alemany) Klaus Tausend: Amphiktyonie und Symmachie. Formen zwischenstaatlicher Beziehungen im archaischen Griechenland (= Historia. Einzelschriften. Vol. 73). Steiner, Stuttgart 1992, ISBN 3-515-06137-1 (també: Graz, Universitat, tesi postdoctoral, 1991).